# Тритузное
Тритузное (укр. Тритузне) — село,
Широчанский сельский совет,
Солонянский район,
Днепропетровская область,
Украина.
Код КОАТУУ — 1225088403. Население по переписи 2001 года составляло 505 человек .

## Географическое положение
Село Тритузное находится на берегу реки Тритузная,
выше по течению на расстоянии в 4 км расположено село Судановка.
На расстоянии до 2-х км расположены сёла Крутое, Шестиполье и Вишнёвое.

## Экономика
- АФ «Сич».

## Объекты социальной сферы
- Школа.
- Детский сад.
- Фельдшерско-акушерский пункт.
- Дом культуры.
- Библиотека
- 4 магазина